# Herbert Gayler
Herbert Henry "Bert" Gayler (3 de dezembro de 1881 — 23 de junho de 1917) foi um ciclista britânico. Representou o Reino Unido em duas provas nos Jogos Olímpicos de 1912, em Estocolmo. Foi morto em ação durante a I Guerra Mundial.